# PAGER
PAGER (англ. Prompt Assessment of Global Earthquakes for Response, рус. Оперативная оценка глобальных землетрясений для реагирования) — система мониторинга землетрясений. Сервис находится под управлением Геологической службы США, с штаб-квартирой в Голден (Колорадо).
Система PAGER обеспечивает оценки последствий значительных землетрясений, регистрируемых во всём мире, в отношении летальных исходов и экономических потерь.
PAGER представляет собой автоматизированную систему, которая производит контент, касающийся воздействия и последствий значительных землетрясений по всему миру. Отчёты системы PAGER применяются для информирования аварийных служб, правительственных и гуманитарных учреждений, а также СМИ о масштабах потенциальной катастрофы. PAGER быстро оценивает последствия землетрясения, сравнивая численность населения и интенсивность землетрясения в районе эпицентра с моделями экономических потерь и потерь со смертельным исходом на основе прошлых землетрясений аналогичной интенсивности в каждой стране или регионе мира.

## Предпосылки для создания системы
Национальный центр информации о землетрясениях (англ. National Earthquake Information Center, NEIC), Геологической службы США регистрирует более 30 000 землетрясений в год. Около 25 из них наносят значительный ущерб, травмы или становятся причиной смертельных случаев. В прошлом геологическая служба США (USGS) в основном опиралась на опыт и интуицию своих дежурных сейсмологов в оценке влияние землетрясений. Для количественной оценки и повышения точности оценки, USGS разработала систему PAGER. Она представляет собой автоматизированную систему для быстрой оценки распределения сейсмических толчков, количества людей и населённых пунктов, подверженных сейсмической опасности. Система рассчитывает диапазон возможных жертв и экономических потерь. Оповещения о землетрясениях, которые ранее отправлялись на основании только величины и местоположения события теперь могут включать оценочные диапазоны смертельных случаев и экономических потерь.
Разработка и сопровождение системы PAGER поддерживается Геологической службой США в рамках проекта Передовой национальной сейсмической системы (ANSS), при поддержке Модели глобального землетрясения (GEM), с дополнительным финансированием со стороны Агентства США по международному развитию (USAID) и Управления иностранной помощи при бедствиях (OFDA). Массивы данных для проекта PAGER предоставляются Национальной лабораторией Ок-Ридж, перестраховочной компанией Munich Re, Центром исследований по эпидемиологии катастроф (CRED, база данных чрезвычайных происшествий EM-DAT), Национальным управлением океанических и атмосферных исследований (NOAA).

## Генерируемые данные
В результате оценки система генерирует соответствующее цветовое предупреждение, которое определяет предполагаемые уровни реакции на землетрясение:
| Уровни опасности и реакции, PAGER | Уровни опасности и реакции, PAGER                         |
| --------------------------------- | --------------------------------------------------------- |
| зелёный                           | ответ не требуется                                        |
| жёлтый                            | реакция на уровне местных или региональных органов власти |
| оранжевый                         | национальный уровень опасности и реакции                  |
| красный                           | международный уровень опасности и реакции                 |

В дополнение к прямым оповещениям, PAGER предоставляет важные дополнительные сведения, в том числе комментарии, описывающие преобладающие типы уязвимых зданий в регионе, сообщения о смертельном исходе от предыдущих и близлежащих землетрясений, а также сводку регионально-специфической информации, касающейся потенциальной вторичной опасности — оползней, цунами и разжижения грунтов. Результаты PAGER обычно доступны в течение 30 минут после сильного землетрясения, вскоре после определения его местоположения и величины. Так как с течением времени поступает больше информации от различных служб, датчиков и источников, оценки PAGER соответствующим образом корректируются.

## Обработка данных
Система отслеживает распределение и интенсивность сейсмических колебаний, возникающих в результате землетрясений. Для каждого из уровней интенсивности землетрясений оценивается плотность населения на анализируемой территории и уязвимость зданий к воздействию сейсмических ударов на каждом уровне интенсивности. Уязвимость населения определяется степенью сейсмостойкости местного строительного фонда. Система PAGER принимает все эти факторы во внимание. 
В основе PAGER — своевременные и точные данные о местоположении и магнитуде землетрясений, предоставляемые другими сервисами Геологической службы США. PAGER использует эти параметры для расчёта оценок влияния землетрясений с использованием методологии и программного обеспечения, разработанного для проекта ShakeMap. Количество людей, подверженных воздействию землетрясений на каждом из уровней интенсивности рассчитывается путём объединения карт сотрясения грунта с всемирной базой данных населения Landscan национальной лаборатории Ок-Ридж.
Далее, на основе данных о населении, подверженного воздействию на каждом из уровней интенсивности землетрясений, система PAGER оценивает общие потери на основе моделей для конкретных стран, разработанных на основе экономических данных и данных о потерях, полученных в результате прошлых землетрясений. После этого рассчитываются уровни опасности и оповещения, определяемые оценочными диапазонами смертельных случаев и экономических потерь. Если оценочные диапазоны для разных уровней оповещения совпадают — выбирается максимальный уровень оповещения. Уровень оповещения определяет, какие пользователи будут активно уведомляться. Одновременно с этим отчёты системы PAGER автоматически распространяются в Интернете на специальной веб-странице сайта Геологической службы США, как часть сводной информации о землетрясении.

## Содержание отчёта PAGER
Типичный отчёт системы PAGER состоит из 9 секций, размещённых на одной веб-странице со сводной информацией о землетрясении:
| Секция | Наименование                                                    | Описание | Описание |
| ------ | --------------------------------------------------------------- | --- | --- |
| A      | Сводка основных параметров землетрясения                        | Секция включает: время начала землетрясения, местное время, магнитуду, данные о гипоцентре, название региона, где произошло землетрясение. Для событий с высокой вероятностью цунами, приводится ссылка на веб-страницу с данными Центра исследования цунами Национального управления океанических и атмосферных исследований (NOAA). Информация размещается в заголовке отчёта. | |
| B      | Уровень оповещения о воздействии землетрясения                  | Высший из двух рассчитанных уровней опасности и предупреждений из секции (D) отображается в виде суммарного уровня оповещения в верхней центральной части отчёта. | |
| C      | Версия оповещения PAGER и время создания оповещения             | Новые версии отчётов и оповещений генерируются, когда поступает новая информация о землетрясении, а также когда становятся доступными дополнительные сведения о сейсмических колебаниях. Информация размещается в правом верхнем углу отчёта. | |
| D      | Уровни оповещения о масштабах воздействия землетрясения         | Приводятся оценки для смертельных случаев (слева) и экономических потерь (справа). Уровни оповещения основаны на диапазоне наиболее вероятных потерь из-за землетрясения; неопределённость уровня оповещения может быть измерена гистограммой, отображающей процентную вероятность того, что будут активированы соседние уровни оповещения (или диапазоны смертности/потери). Сопутствующий текст разъясняет природу оповещения, основанную на опыте прошлых землетрясений. Если уровень экономических потерь оценивается выше жёлтого, в тексте приводится диапазон экономического ущерба с точки зрения ВВП страны. Информация приводится под заголовком отчёта. Более высокий уровень из двух оценок (смертности и экономического ущерба) показан в качестве сводного предупреждения в центре страницы (секция B). | |
| E      | Количество населения, подверженного воздействию землетрясения   | Таблица, показывающая количество населения, подверженного воздействию землетрясения для различных уровней интенсивности землетрясения по шкале Меркалли (MMI) и возможный ущерб при различной интенсивности землетрясения для устойчивых и уязвимых структур. Шкала Меркалли описывает интенсивность землетрясения с точки зрения его воздействия на людей и сооружения и является грубой оценкой сейсмического удара. В отличие от магнитуды землетрясения величина интенсивности меняется в зависимости от расстояния от эпицентра. Население за пределами границы карты интенсивности не включается в отчёт. Информация расположена в отчёте под секцией (D). | Таблица, показывающая количество населения, подверженного воздействию землетрясения для различных уровней интенсивности землетрясения по шкале Меркалли (MMI) и возможный ущерб при различной интенсивности землетрясения для устойчивых и уязвимых структур. Шкала Меркалли описывает интенсивность землетрясения с точки зрения его воздействия на людей и сооружения и является грубой оценкой сейсмического удара. В отличие от магнитуды землетрясения величина интенсивности меняется в зависимости от расстояния от эпицентра. Население за пределами границы карты интенсивности не включается в отчёт. Информация расположена в отчёте под секцией (D). |
| F      | Карта контуров интенсивности землетрясения MMI                  | Карта контуров интенсивности землетрясения MMI, нанесённых на карту Landscan Национальной лаборатории Ок-Ридж (базовая карта плотности населения). Области, обозначенные римской цифрой со значением интенсивности землетрясения, разделены контурными линиями по половинам интенсивности, например, 5,5, 6,5, 7,5. Общая подверженность населения землетрясению с указанным значением интенсивности получается путем суммирования количества населения между контурными линиями. Это общее количество показано в таблице воздействия землетрясения на популяцию населения, в секции (E). Карта расположена в левой нижней части отчёта. | Карта контуров интенсивности землетрясения MMI, нанесённых на карту Landscan Национальной лаборатории Ок-Ридж (базовая карта плотности населения). Области, обозначенные римской цифрой со значением интенсивности землетрясения, разделены контурными линиями по половинам интенсивности, например, 5,5, 6,5, 7,5. Общая подверженность населения землетрясению с указанным значением интенсивности получается путем суммирования количества населения между контурными линиями. Это общее количество показано в таблице воздействия землетрясения на популяцию населения, в секции (E). Карта расположена в левой нижней части отчёта.                         |
| G      | Комментарии о типах зданий и сооружений в регионе землетрясения | В этой секции может содержаться описание наиболее уязвимых типов зданий в регионе или общее описание уязвимости зданий в регионе. Раздел «Исторические землетрясения» в этой секции включает в себя таблицу с количеством погибших в результате трёх предыдущих близлежащих землетрясений, а в некоторых случаях — информацию о пожарах, оползнях, разжижении грунтов или других опасностях, основанную на прошлых землетрясениях в регионе. Информация расположена в правой части отчёта, рядом с секцией (F). | В этой секции может содержаться описание наиболее уязвимых типов зданий в регионе или общее описание уязвимости зданий в регионе. Раздел «Исторические землетрясения» в этой секции включает в себя таблицу с количеством погибших в результате трёх предыдущих близлежащих землетрясений, а в некоторых случаях — информацию о пожарах, оползнях, разжижении грунтов или других опасностях, основанную на прошлых землетрясениях в регионе. Информация расположена в правой части отчёта, рядом с секцией (F). |
| H      | Таблица оценок MMI для отдельных населенных пунктов             | В этой секции отображается список населённых пунктов (максимум 11), которые попадают в границы карты интенсивности землетрясения. Таблица содержит столицу страны и шесть населённых пунктов из районов землетрясения с наибольшей интенсивностью. Остальные населённые пункты в список включаются по убыванию количества населения. Наименования населённых пунктов, их местоположение и данные о населении система получает из свободно доступной географической базы данных GeoNames. Информация расположена в правой нижней части отчёта, рядом с секцией (F). | В этой секции отображается список населённых пунктов (максимум 11), которые попадают в границы карты интенсивности землетрясения. Таблица содержит столицу страны и шесть населённых пунктов из районов землетрясения с наибольшей интенсивностью. Остальные населённые пункты в список включаются по убыванию количества населения. Наименования населённых пунктов, их местоположение и данные о населении система получает из свободно доступной географической базы данных GeoNames. Информация расположена в правой нижней части отчёта, рядом с секцией (F).                                                                                               |
| I      | Подвал отчёта                                                   | В нижней части отчёта находится ссылка на веб-страницу PAGER, номер идентификатора события и заявление об отказе от ответственности, отмечающее, что содержимое было автоматически сгенерировано и имеет некоторую неопределённость. Все возможные неопределённости не учитываются при определении оценок количества жертв землетрясений и экономических потерь. Фактическое влияние землетрясения может отличаться от автоматически сгенерированных оценок PAGER. | В нижней части отчёта находится ссылка на веб-страницу PAGER, номер идентификатора события и заявление об отказе от ответственности, отмечающее, что содержимое было автоматически сгенерировано и имеет некоторую неопределённость. Все возможные неопределённости не учитываются при определении оценок количества жертв землетрясений и экономических потерь. Фактическое влияние землетрясения может отличаться от автоматически сгенерированных оценок PAGER. |

## Шкала оценок PAGER
PAGER использует новую шкалу влияния землетрясений (англ. Earthquake Impact Scale, EIS), основанную на двух взаимодополняющих критериях. Первым критерием является оценка ущерба — она наиболее подходит для проведения локальных мероприятий по ликвидации последствий землетрясений и в районах, устойчивых к землетрясениям. Вторым критерием является оценочный диапазон количества жертв в результате землетрясения, более подходящий для глобальных событий, особенно в развивающихся странах.
Простые пороговые значения, полученные из систематического анализа влияния прошлых землетрясений и связанных с ними уровней реагирования, оказываются весьма эффективными для передачи прогнозируемого воздействия землетрясения и реакции, необходимой для ликвидации его последствий. Соответствующие пороговые значения смертности для жёлтых, оранжевых и красных уровней оповещения составляют 1, 100 и 1000 человек соответственно. Что касается влияния ущерба — жёлтый, оранжевый и красный уровни означают, соответственно, 1 млн долларов США, 100 млн долларов США и 1 млрд долларов США соответственно. 
Обоснование такого двойного подхода к оповещению о землетрясениях связано с тем, что относительно высокие показатели смертности, травматизма и бездомности преобладают в странах, где местные строительные нормативы обычно допускают высокие показатели обрушения и количества несчастных случаев, и именно эти воздействия определяют приоритеты для международного реагирования. В то же время финансовые и общие социальные последствия влияют на уровень ответных действий в регионах или странах, где распространены методы сейсмостойкого строительства, что значительно снижает объёмы разрушения зданий и количества погибших.
Поскольку расчеты PAGER доступны задолго до наземных наблюдений или сообщений в новостях, информация PAGER может быть основным средством оповещения о внутренних, а также международных стихийных бедствиях. PAGER использует простые и интуитивно понятные критерии оповещения с цветовой кодировкой, и сохраняет необходимые меры неопределенности, с помощью которых можно измерить вероятность того, что оповещение будет переоценено или недооценено. Экспресс-оценки потерь PAGER могут использоваться для предложения соответствующих протоколов реагирования, несмотря на их неопределенность. Требование проведения наблюдений на месте или ожидание точных оценок может задержать реакцию и увеличить потери.

## Статистика предупреждений
Анализ землетрясений, зарегистрированных в период с 1970 по середину 2008 года показал, что система PAGER сгенерировала бы примерно 17 792 зелёных, 568 жёлтых, 52 оранжевых и 49 красных предупреждений. Эта частота соответствует примерно 15 жёлтым, 1—2 оранжевым и 1—2 красным предупреждениям в год. При этом в развитых странах, например в Соединенных Штатах, уровни предупреждений о высокой смертности гораздо реже из-за улучшенных строительных норм и правил в районах с высокой сейсмичностью, в отличие от развивающихся стран.

## Развитие системы
Геологическая служба США (USGS) совершенствует систему PAGER, чтобы включить больше комплексных методологий оценки человеческих потерь и ущерба. Эти методологии принимают во внимание более подробную инвентаризацию строительных объектов на уровне административно-территориального деления стран. Они также учитывают региональные различия, дают более полную картину изменения численности населения (в том числе с учётом времени суток), а также позволяют более точно рассчитать повреждения, причинённые зданиям и сооружениям. 
Такие наборы данных очень сложны и требуют большого времени для сбора информации, кроме того, такие данные не доступны во многих районах земного шара. Тем не менее, очень подробные строительные кадастры являются ключевыми для описания уязвимых строений и сооружений в разных регионах. Эти знания, в свою очередь, жизненно важны для правильного реагирования, общественной безопасности, проведения работ по ликвидации последствий землетрясений.
Другие разработки и сервисы USGS под эгидой проекта PAGER включают:
- быстрое определение геометрии, размера и характеристик разломов;
- уточненные сейсмические характеристики почв и грунтов;
- улучшение карт движения и сотрясения грунтов ShakeMap, более точный анализ движения грунтов;
- картографирование вероятности оползней и разжижений грунтов, вызванных землетрясением[4].